# Saint-Nicolas-du-Tertre

Saint-Nicolas-du-Tertre este o comună în departamentul Morbihan, Franța. În 1 ianuarie 2022 avea o populație de 455 de locuitori.